# Großer Klobichsee
Der Große Klobichsee ist ein rund 75 Hektar großes Gewässer auf der Gemarkung der Gemeinde Waldsieversdorf im Landkreis Märkisch-Oderland in Brandenburg. Er ist damit nach dem 137 Hektar großen Schermützelsee der zweitgrößte See in der Märkischen Schweiz.

## Name
Erstmals schriftlich erwähnt wurde der See im Jahr 1253 (super aquam Clobuk). Das altpolabische Sprache Wort *klobuk bedeutet 'Hut' und war vermutlich ursprünglich ein Flurname, der auf den See übertragen wurde.

## Lage
Der Große Klobichsee befindet sich im äußersten Nordosten der Gemeinde Waldsieversdorf. Im Norden, Osten und Süden grenzt die Stadt Müncheberg an; Uferort ist der Müncheberger Ortsteil Münchehofe. In rund 2,3 km Entfernung liegt Dahmsdorf, ebenfalls ein Ortsteil von Müncheberg. Der Hauptzufluss erfolgt durch das Klobichseer Mühlenfließ, das von Süden kommend den Kleinen Klobichsee durchfließt und am südlichen Ufer in den Großen Klobichsee mündet. Südsüdwestlich des Sees befindet sich ein weiterer, unbenannter See von dem – je nach Wasserstand – weiteres Wasser über das Klobichseer Mühlenfließ und den Kleinen Klobichsee zufließt. Im Südwesten liegt ein weiterer unbenannter See, aus dem Wasser zufließt. Dieser Bereich, wie auch das westliche Ufer stehen als Klobichsee unter Naturschutz. Ein Abfluss besteht am nördlichen Ufer in den Mühlenteich und dort in das Klobichseer Mühlenfließ, das schließlich in die Stöbber mündet.

## Nutzung
Am östlichen Ufer befindet sich ein Campingplatz mit einer Badestelle. Der See wird zum Baden und Angelsport genutzt. Im Gewässer wurden Aale, Barsche, Brassen, Güster, Hechte, Rotaugen, Rotfedern und der Zander nachgewiesen. Ein mit einem gelben Punkt markierter, rund zehn Kilometer langer Wanderweg führt um den See herum.